# Régis Fuchs
Pour les articles homonymes, voir Fuchs.
Régis Fuchs, né le 6 avril 1970 à Porrentruy, est un joueur professionnel de hockey sur glace franco-suisse.

## Carrière de joueur
Né le 6 avril 1970 à Porrentruy, Régis Fuchs passe les quatre premières années de sa vie à Alle. Il fait ses classes juniors au HC La Chaux-de-Fonds. Il fait ses débuts avec la première équipe du club en Ligue nationale B au cours de la saison 1986-1987. Il joue avec son club formateur jusqu’à la fin de la saison 1989-1990, dont les deux dernières saisons en première ligue. Il décide alors de rejoindre le HC Martigny, en Ligue nationale B, jugeant qu’il a plus à y apprendre qu’en restant dans les montagnes neuchâteloises. Il ne reste toutefois qu’une seule saison à Martigny, avant de s’engager avec le HC Ajoie. Lors de sa première saison en Ajoie, il joue avec les deux étrangers du club, Normand Dupont et Lane Lambert. Au terme de cette saison, il fête la promotion en Ligue nationale A avec le club jurassien et découvre ainsi la première division helvétique.
Cette première expérience se solde toutefois par une relégation. Néanmoins, il est engagé par le CP Berne en mars 1993. Il fête son premier titre de champion de Suisse en 1996-1997. Au cours de cette saison, il forme un trio de choc avec Gil Montandon et Lars Leuenberger. Il fête également sa première sélection en équipe de Suisse en novembre 1996, ouvrant le score lors de sa première apparition sur la glace. En 1997, le double national franco-suisse participe à ses seuls mondiaux avec l’équipe de Suisse. Il inscrit un but et une passe décisive en sept matchs.
Il quitte le club bernois au terme de la saison 1997-1998 pour se lier avec le HC Lugano. Il fête trois titres avec le club luganais, en 1999, 2003 et 2006. Il termine son aventure tessinoise sur ce titre.
Il s’engage alors avec le HC Bâle, où il reste deux saisons et connaît la relégation en Ligue nationale B au terme de la seconde. Il revient ensuite dans son club formateur. Au cours de la saison 2012-2013, il joue en compagnie de son fils aîné Jason. Il annonce qu’il met un terme à sa carrière le 8 mars 2013, à l’âge de 43 ans. Il compte plus de 1 200 matchs en vingt-cinq saisons en Ligue nationale, et vingt-deux sélections en équipe de Suisse.

## Statistiques
| Saison     | Équipe               | Ligue      |     | Saison régulière | Saison régulière | Saison régulière | Saison régulière | Saison régulière |    | Séries éliminatoires | Séries éliminatoires | Séries éliminatoires | Séries éliminatoires | Séries éliminatoires |
| Saison     | Équipe               | Ligue      | PJ  | B                | A                | Pts              | Pun              | PJ               | B  | A                    | Pts                  | Pun                  |                      |                      |
| 1986-1987  | HC La Chaux-de-Fonds | LNB        | 8   | 1                | 0                | 1                | 0                | -                | -  | -                    | -                    | -                    |                      |                      |
| 1987-1988  | HC La Chaux-de-Fonds | LNB        | 15  | 3                | 1                | 4                | 8                | -                | -  | -                    | -                    | -                    |                      |                      |
| 1988-1989  | HC La Chaux-de-Fonds | 1re ligue  |     |                  |                  |                  |                  |                  |    |                      |                      |                      |                      |                      |
| 1989-1990  | HC La Chaux-de-Fonds | 1re ligue  |     |                  |                  |                  |                  |                  |    |                      |                      |                      |                      |                      |
| 1990-1991  | HC Martigny          | LNB        | 36  | 12               | 21               | 33               | 46               | 10               | 6  | 6                    | 12                   | 1                    |                      |                      |
| 1991-1992  | HC Ajoie             | LNB        | 34  | 18               | 23               | 41               | 24               | 10               | 4  | 7                    | 11                   | 4                    |                      |                      |
| 1992-1993  | HC Ajoie             | LNA        | 36  | 15               | 14               | 29               | 20               | 4                | 1  | 4                    | 5                    | 2                    |                      |                      |
| 1993-1994  | CP Berne             | LNA        | 36  | 7                | 13               | 20               | 10               | 5                | 2  | 0                    | 2                    | 4                    |                      |                      |
| 1994-1995  | CP Berne             | LNA        | 32  | 2                | 10               | 12               | 24               | 6                | 1  | 1                    | 2                    | 0                    |                      |                      |
| 1995-1996  | CP Berne             | LNA        | 36  | 7                | 11               | 18               | 20               | 11               | 5  | 7                    | 12                   | 16                   |                      |                      |
| 1996-1997  | CP Berne             | LNA        | 46  | 25               | 28               | 53               | 36               | 13               | 5  | 8                    | 13                   | 12                   |                      |                      |
| 1997-1998  | CP Berne             | LNA        | 40  | 13               | 21               | 34               | 16               | 7                | 0  | 6                    | 6                    | 4                    |                      |                      |
| 1998-1999  | HC Lugano            | LNA        | 45  | 12               | 11               | 23               | 28               | 16               | 9  | 9                    | 18                   | 6                    |                      |                      |
| 1999-2000  | HC Lugano            | LNA        | 45  | 16               | 20               | 36               | 32               | 14               | 4  | 10                   | 14                   | 8                    |                      |                      |
| 2000-2001  | HC Lugano            | LNA        | 44  | 10               | 22               | 32               | 44               | 18               | 3  | 4                    | 7                    | 4                    |                      |                      |
| 2001-2002  | HC Lugano            | LNA        | 42  | 7                | 18               | 25               | 55               | 13               | 7  | 6                    | 13                   | 12                   |                      |                      |
| 2002-2003  | HC Lugano            | LNA        | 44  | 10               | 21               | 31               | 20               | 16               | 6  | 5                    | 11                   | 2                    |                      |                      |
| 2003-2004  | HC Lugano            | LNA        | 44  | 5                | 13               | 18               | 20               | 16               | 2  | 3                    | 5                    | 4                    |                      |                      |
| 2004-2005  | HC Lugano            | LNA        | 41  | 6                | 9                | 15               | 10               | 5                | 0  | 1                    | 1                    | 0                    |                      |                      |
| 2005-2006  | HC Lugano            | LNA        | 44  | 3                | 9                | 12               | 30               | 17               | 2  | 5                    | 6                    | 6                    |                      |                      |
| 2006-2007  | HC Bâle              | LNA        | 42  | 5                | 13               | 18               | 40               | 3                | 0  | 0                    | 0                    | 2                    |                      |                      |
| 2007-2008  | HC Bâle              | LNA        | 49  | 5                | 9                | 14               | 18               | 11               | 0  | 0                    | 0                    | 6                    |                      |                      |
| 2008-2009  | HC La Chaux-de-Fonds | LNB        | 38  | 16               | 23               | 39               | 30               | 15               | 4  | 7                    | 11                   | 10                   |                      |                      |
| 2009-2010  | HC La Chaux-de-Fonds | LNB        | 46  | 13               | 33               | 46               | 32               | 5                | 1  | 4                    | 5                    | 2                    |                      |                      |
| 2010-2011  | HC La Chaux-de-Fonds | LNB        | 37  | 5                | 18               | 23               | 26               | 11               | 3  | 3                    | 6                    | 10                   |                      |                      |
| 2011-2012  | HC La Chaux-de-Fonds | LNB        | 45  | 8                | 19               | 27               | 42               | 14               | 2  | 4                    | 6                    | 6                    |                      |                      |
| 2012-2013  | HC La Chaux-de-Fonds | LNB        | 50  | 2                | 23               | 25               | 26               | 7                | 3  | 0                    | 3                    | 0                    |                      |                      |
| Totaux LNA | Totaux LNA           | Totaux LNA | 669 | 145              | 241              | 386              | 427              | 175              | 47 | 68                   | 115                  | 88                   |                      |                      |
| Totaux LNB | Totaux LNB           | Totaux LNB | 309 | 78               | 161              | 239              | 232              | 72               | 23 | 31                   | 54                   | 34                   |                      |                      |

| Année | Équipe         | Compétition  |   | PJ | B | A | Pts | Pun       |  | Résultat |
| 1987  | Suisse -18 ans | CE -18 ans   | 7 | 1  | 2 | 3 | 6   | 5e place  |  |          |
| 1990  | Suisse -20 ans | CM -20 ans B | 7 | 1  | 1 | 2 | 8   | Promotion |  |          |
| 1997  | Suisse         | CM B         | 7 | 1  | 1 | 2 | 0   | 3e place  |  |          |